# Lancer du disque féminin aux Jeux olympiques d'été de 2016
Pour un article plus général, voir Athlétisme aux Jeux olympiques d'été de 2016.
Navigation
Londres 2012 Tokyo 2020
L'épreuve du lancer du disque féminin aux Jeux olympiques de 2016 se déroule les 15 et 16 août 2016 au Stade olympique de Rio de Janeiro, au Brésil. Elle est remportée par la Croate Sandra Perković avec la marque de 69,21 m.

## Résultats

### Finale
| Médaille d'or      | Sandra Perković        | Croatie   | x     | x     | 69,21 | x     | x     | x     | 69,21 |    |
| Médaille d'argent  | Mélina Robert-Michon   | France    | 65,52 | 64,83 | 65,08 | x     | 66,73 | x     | 66,73 | NR |
| Médaille de bronze | Denia Caballero        | Cuba      | 61,80 | x     | 65,34 | 63,82 | x     | 64,64 | 65,34 |    |
| 4                  | Dani Samuels           | Australie | 63,57 | x     | 61,21 | 61,95 | 62,87 | 64,90 | 64,90 |    |
| 5                  | Su Xinyue              | Chine     | 63,88 | 61,02 | 64,37 | 62,20 | 63,87 | x     | 64,37 |    |
| 6                  | Nadine Müller          | Allemagne | 63,13 | x     | x     | x     | x     | x     | 63,13 |    |
| 7                  | Chen Yang (athlétisme) | Chine     | 63,11 | x     | 60,47 | 59,19 | x     | x     | 63,11 |    |
| 8                  | Bin Feng               | Chine     | 62,26 | 60,27 | 63,06 | 61,14 | x     | 61,85 | 63,06 |    |
| 9                  | Julia Fischer          | Allemagne | 60,69 | x     | 62,67 | -     | -     | -     | 62,67 |    |
| 10                 | Zinaida Sendriūtė      | Lituanie  | 58,25 | 59,95 | 61,89 | -     | -     | -     | 61,89 | SB |
| 11                 | Shanice Craft          | Allemagne | x     | 58,39 | 59,85 | -     | -     | -     | 59,85 |    |
|                    | Yaime Pérez            | Cuba      | x     | x     | x     | -     | -     | -     | -     |    |

### Qualifications
- Qualification : 62,00 m (Q) ou les 12 meilleurs lancers (q).

| Rang | Groupe | Athlète                  | Pays            | #1    | #2    | #3    | Marque | Notes |
| ---- | ------ | ------------------------ | --------------- | ----- | ----- | ----- | ------ | ----- |
| 1    | B      | Yaime Pérez              | Cuba            | 65.38 |       |       | 65.38  | Q     |
| 2    | B      | Su Xinyue                | Chine           | 65.14 |       |       | 65.14  | Q     |
| 3    | A      | Sandra Perković          | Croatie         | x     | x     | 64.81 | 64.81  | Q     |
| 4    | A      | Dani Samuels             | Australie       | x     | 59.42 | 64.46 | 64.46  | Q     |
| 5    | B      | Nadine Müller            | Allemagne       | 63.67 |       |       | 63.67  | Q     |
| 6    | A      | Denia Caballero          | Cuba            | x     | x     | 62.94 | 62.94  | Q     |
| 7    | B      | Mélina Robert-Michon     | France          | 62.59 |       |       | 62.59  | Q     |
| 8    | A      | Bin Feng                 | Chine           | 55.97 | 62.01 |       | 62.01  | Q     |
| 9    | B      | Julia Fischer            | Allemagne       | 61.83 | x     | 60.69 | 61.83  | q     |
| 10   | A      | Chen Yang (athlétisme)   | Chine           | x     | x     | 61.44 | 61.44  | q     |
| 11   | A      | Zinaida Sendriute        | Lituanie        | x     | x     | 60.79 | 60.79  | q, SB |
| 12   | A      | Shanice Craft            | Allemagne       | 60.23 | x     | x     | 60.23  | q     |
| 13   | A      | Pauline Pousse           | France          | x     | x     | 58.98 | 58.98  |       |
| 14   | A      | Chinwe Okoro             | Nigeria         | 57.34 | 58.85 | 58.53 | 58.85  |       |
| 15   | B      | Natalia Semenova         | Ukraine         | x     | 58.41 | x     | 58.41  |       |
| 16   | B      | Tarasue Barnett          | Jamaïque        | x     | 54.36 | 58.09 | 58.09  |       |
| 17   | A      | Żaneta Glanc             | Pologne         | 55.27 | 56.09 | 57.88 | 57.88  |       |
| 18   | B      | Karen Gallardo           | Chili           | 57.81 | 55.98 | 55.20 | 57.81  |       |
| 19   | A      | Dragana Tomašević        | Serbie          | 55.87 | 57.67 | x     | 57.67  |       |
| 20   | B      | Seema Antil              | Inde            | 57.58 | x     | 56.78 | 57.58  |       |
| 21   | B      | Andressa de Morais       | Brésil          | 57.38 | x     | x     | 57.38  |       |
| 22   | A      | Shadae Lawrence          | Jamaïque        | 57.09 | x     | x     | 57.09  |       |
| 23   | B      | Sabina Asenjo            | Espagne         | 56.94 | 56.22 | x     | 56.94  |       |
| 24   | B      | Subenrat Insaeng         | Thaïlande       | 56.64 | x     | 54.74 | 56.64  |       |
| 25   | B      | Kelsey Card              | États-Unis      | x     | 51.16 | 56.41 | 56.41  |       |
| 26   | A      | Hrisoula Anagnostopoulou | Grèce           | x     | 54.84 | 53.19 | 54.84  |       |
| 27   | B      | Rocío Comba              | Argentine       | x     | 54.44 | x     | 54.44  |       |
| 28   | B      | Jade Lally               | Grande-Bretagne | 51.60 | 53.99 | 54.06 | 54.06  |       |
| 29   | B      | Shelbi Vaughan           | États-Unis      | x     | 53.33 | 46.71 | 53.33  |       |
| 30   | A      | Natalia Stratulat        | Moldavie        | x     | 53.27 | 48.80 | 53.27  |       |
| 31   | A      | Fernanda Martins         | Brésil          | 50.19 | 51.85 | x     | 51.85  |       |
| 32   | A      | Mariya Telushkina        | Kazakhstan      | x     | 43.70 | 45.33 | 45.33  |       |
|      | A      | Whitney Ashley           | États-Unis      | x     | x     | x     | NM     |       |
|      | B      | Kellion Knibb            | Jamaïque        | x     | x     | x     | NM     |       |

## Légende
Records et Performances
- AR : Record continental (area record)
- CR : Record des championnats (championship record)
- MR : Record du meeting (meet record)
- NR : Record national (national record)
- OR : Record olympique (olympic record)
- PR : Record paralympique (paralympic record)
- PB : Record personnel (personal best)
- SB : Meilleure performance personnelle de la saison (season's best)
- WL : Meilleure performance mondiale de l'année (world leader)
- WJR : Record du monde junior (world junior record)
- WR : Record du monde (world record)

Circonstances et Conditions
- DNF : N'a pas terminé (did not finish)
- DNS : N'a pas pris le départ (did not start)
- DQ : Disqualification (disqualification)
- NM : Aucun essai valable enregistré (No Mark)
- Q : Qualifié « directement » au prochain tour (ou à la prochaine compétition), lors d'une compétition majeure, grâce au classement ou à la réalisation des minima (automatic qualifier)
- q : Qualifié au prochain tour (ou à la prochaine compétition), lors d'une compétition majeure, grâce au repêchage ou à la réalisation de l'une des meilleures performances parmi celles des « non qualifiés directement » (grâce au meilleur temps ou à la meilleure distance par exemple) (secondary qualifier)